# Eurocoelotes brevispinus
Eurocoelotes brevispinus är en spindelart som först beskrevs av Christo Deltshev och Dimitrov 1996.  Eurocoelotes brevispinus ingår i släktet Eurocoelotes och familjen mörkerspindlar.
Artens utbredningsområde är Bulgarien. Inga underarter finns listade i Catalogue of Life.